# Ballon, Sarthe
Ballon är en kommun i departementet Sarthe i regionen Pays de la Loire i nordvästra Frankrike. Kommunen ligger i kantonen Ballon som tillhör arrondissementet Le Mans. År 2018 hade Ballon 1 379 invånare.

## Befolkningsutveckling
Antalet invånare i kommunen Ballon
| Referens: INSEE |